# Glavica (Pakrac)
Glavica is een plaats in de gemeente Pakrac in de Kroatische provincie Požega-Slavonië. De plaats telt 6 inwoners (2001).